# Fomepizol
Fomepizol se trata de un fármaco inhibidor de la enzima alcohol deshidrogenasa. Es útil como antídoto en intoxicaciones por etilenglicol o metanol. No está comercializado en España pero si está disponible a través del servicio de medicamentos extranjeros.

## Clasificación por grupo terapéutico
- V03AB34 – FOMEPIZOL[2]

## Mecanismo de Acción Antitóxico
El Fomepizol es un inhibidor competitivo de la alcohol deshidrogenasa (ADH), enzima que cataliza los primeros pasos del metabolismo de etilenglicol y metanol en sus metabolitos tóxicos: ácido glicólico y ácido oxálico y formaldehído y ácido fórmico, respectivamente.
La intoxicación por metanol puede causar alteraciones en el equilibrio ácido base y disfunción neurológica que puede conducir a la muerte o producir secuelas tales como ceguera o incluso Parkinson. El etilenglicol (anticongelante) y el metanol por sí solos no presentan toxicidad elevada, sin embargo, los productos de su metabolismo por la ADH, formaldehído y ácido fórmico sí producen toxicidad elevada.

## Indicación
El tratamiento se basa en la corrección de la acidosis metabólica producida por la intoxicación con bicarbonato sódico, ácido folínico como protector de la toxicidad ocular y la hemodiálisis. Sin embargo, la terapéutica más específica es la aplicación de antídotos que inhiban o saturen la ADH. Para esto se ha utilizado alcohol etílico para este fin, pero recientemente se ha introducido el fomepizol como antídoto eficaz frente a este tipo de intoxicaciones.
El tratamiento con Fomepizol no debe ser sustitutivo de la terapia estándar y aunque puede utilizarse solo o en combinación, esta debe ser acompañada con hemodiálisis (que retire los metabolitos tóxicos de la vía sistémica evitando así daño renal. Se prefiere además el uso de este fármaco frente al tratamiento con etanol, ya que la intoxicación puede estar asociada a un consumo de otros depresores del SNC, lo que podría agravar los efectos tóxicos a ese nivel.
En niños se prefiere Fomepizol como antídoto frente al etanol por diferentes motivos.

## Farmacocinética
- Absorción rápida y completa.
- Volumen de distribución 0.6 - 1.02 L/kg.
- Metabolismo: Hepático. Presenta varios metabolitos. El mayoritario es el 4-carboxipirazol (80-85%). Pueden metabolizarse en fase II formando conjugados de N-glucuronido.
- Eliminación: Renal. Elimina entre un 1-3,5% sin metabolizar.

## Dosificación y Presentación Comercial
Actualmente no está comercializado en España. Fue aprobado por la F.D.A. en diciembre de 2007.

### Presentación
Disponible como inyectable 1,5mg/1,5mL (1mg/ml)

### Posología
Dosis inicial de 15mg/kg seguida de 12mg/kg cada 12h en 4 dosis. Posteriormente 15mg/kg cada 12h hasta que las concentraciones del metanol o etilenglicol sean indetectables o se reduzcan por debajo de los 20mg/dL y los pacientes no presenten ningún síntoma de la intoxicación y presenten un pH normal. Las dosis deben administrarse vía infusión intravenosa de 30min.

## Reacciones Adversas
Los más frecuentes son el dolor de cabeza (14 %), náuseas (11 %), y mareos, somnolencia y sabor metálico (6 % cada uno). Los demás efectos adversos descritos se han dado en menos de un 3% y son muy variados.
- Cardiovasculares: hipotensión, bradicardia sinusal/bradicardia, taquicardia, tromboflebitis, shock.
- Gastrointestinales: náuseas, diarrea, hipo, disminución del apetito, dispepsia.
- Hematológicos: eosinofilia, anemia, coagulación intravascular diseminada
- Neurológicos: vértigo, cefalea, convulsiones, agitación, ansiedad, nistagmo
- Hepáticos: aumento de las transaminasas
- Musculares: rabdomiólisis
- Metabólicos: hipertrigliceridemia.
- Dermatológicos: prurito, inflamación en el lugar de aplicación, erupción
- Oculares: alteraciones visuales
- Renales: anuria[8]

## Toxicidad

### Estudios deCarcinogénesis
No se han realizado estudios a largo plazo en animales para evaluar el potencial carcinogénico del fomepizol.

### Estudios deMutagénesis
Se ha constatado que el fomepizol ha dado un resultado positivo en la prueba de Ames con la Escherichia coli cepa WP2uvrA y la Salmonella typhimurium TA102 en ausencia de activación metabólica.
Pero no hay evidencia de un efecto clastogénico en el ensayo de micronúcleos de ratón in vivo.

### Estudios de Fertilidad
En ratas, el fomepizol (110 mg/kg) administrado por vía oral durante 40 a 42 días dio lugar a una disminución de la masa testicular (reducción de aproximadamente el 8%). Esta dosis es de aproximadamente 0,6 veces la exposición diaria máxima humana.
Cuando el fomepizol se administró en combinación con etanol, la disminución de la masa testicular fue significativamente mayor (reducción de aproximadamente el 30%) en comparación con las ratas tratadas exclusivamente con fomepizol o etanol.

## Interacción[9]
Etanol - Fomepizol

Dosis orales de Fomepizol de 10-20 mg/kg  disminuyen aproximadamente un 40 % la tasa de eliminación del etanol  (en voluntarios sanos) a través de la inhibición de la vía alcohol deshidrogenasa. De forma similar, el etanol va a poder disminuir igualmente la tasa de eliminación del Fomepizol.

## Contraindicaciones[9]
- En hipersensibilidad al fomepizol u otros pirazoles y pirazolonas.
- Uso simultáneo de etanol (con acción terapéutica) o ingesta simultánea de etanol por el intoxicado.
- No se recomienda su administración durante el embarazo o la lactancia, debido a que no se dispone de suficientes estudios y se desconoce si dicho fármaco se excreta a través de la leche materna.

## Precauciones
- No debe administrarse el fomepizol sin diluir o mediante inyección en bolo.
- Monitorización: solo algunos pacientes deben ser monitorizados a lo largo del tratamiento para detectar signos de reacciones alérgicas.
- Hemodiálisis: es necesaria únicamente en pacientes con anuria o con acidosis metabólica severa o azotemia.
- Electrocardiografía: Debe llevarse a cabo debido a que la acidosis y los desequilibrios de electrolitos pueden afectar el sistema cardiovascular.

## Ventajas e inconvenientes del Fomepizol frente al etanol

### Ventajas
- Mayor afinidad por la ADH.
- Efectos adversos mínimos, en general bien tolerado
- Dosificación más simple, menor riesgo de infra o sobredosificación.
- No es necesario la monitorización de la concentración plasmática del antídoto
- Generalmente no es necesario la hospitalización en la UCI
- Ante un brote epidémico, con varios intoxicados atendidos en el mismo centro, la administración de fomepizol representaría una ventaja frente al etanol, especialmente si las técnicas analíticas o dialíticas no están disponibles.[10]
- Ha sido usado con éxito solo o en combinación con hemodiálisis para el tratamiento de intoxicación por etilenglicol en niños. Puede presentar ventajas sobre el etanol en niños porque el fomepizol carece del riesgo de hipoglucemia e hipotermia asociada a la terapia con etanol; sin embargo,  hay datos insuficientes para establecer la eficacia relativa de fomepizol y alcohol para este empleo en niños.

### Inconvenientes
- Elevado coste de compra,  mucho más caro que el etanol
- Menor disponibilidad (medicamento extranjero)
- Menor experiencia clínica
- Caducidad limitada: aprox. 3 años.

No hay suficientes evidencias científicas para comparar fomepizol y etanol en términos de eficacia, seguridad o coste-efectivos.

## Caso Clínico en España
El primer caso en España de un paciente tratado con Fomepizol fue en Barcelona el 2003.
El paciente era un hombre de 59 años qué ingresó en el Servicio de Urgencias por una alteración del estado de conciencia, y acidosis metabólica, producido por la ingesta de 50ml de alcohol antiséptico.
Tras el tratamiento con alfomepizol, no se detectaron efectos adversos y el paciente fue dado de alta al cabo de una semana.